# Nadezhda Lómova
Nadezhda Lómova –en ruso, Надежда Ломова– (19 de enero de 1991) es una deportista rusa que compitió en halterofilia. Ganó una medalla de plata en el Campeonato Europeo de Halterofilia de 2014, en la categoría de 63 kg.

## Palmarés internacional
| Campeonato Europeo | Campeonato Europeo | Campeonato Europeo | Campeonato Europeo |
| Año                | Lugar              | Medalla            | Categoría          |
| ------------------ | ------------------ | ------------------ | ------------------ |
| 2014               | Tel Aviv (Israel)  | Medalla de plata   | 63 kg              |